# 長谷川優貴
長谷川 優貴（はせがわ ゆうき、1995年9月13日 - ）は、日本将棋連盟（関西本部）所属の女流棋士。女流棋士番号は44。野田敬三七段門下。兵庫県明石市出身。兵庫県立明石城西高等学校卒。

## 棋歴

### 女流プロになるまで
- 長谷川の師匠である野田敬三と、長谷川の祖母は、いとこ同士である[1]。野田が明石市内で開く「野田将棋教室」に通って将棋を覚えた祖母は、長谷川が小学4年生の時に将棋の手ほどきをした[1]。将棋を覚えた長谷川は「野田将棋教室」に通い始めた。プロ入り後も「野田将棋教室」に通っている（長谷川談）[1]。長谷川は、今（2012年4月8日、第5期マイナビ女子オープン五番勝負第1局の日）でも週に1、2回は顔を見せている（野田六段談）[3]。
- 小学6年生の時から、井上慶太が加古川市内で開く、プロ棋士の数々を輩出した将棋教室「加古川将棋倶楽部」にも通い、毎週のように大会に出ていた[1]。「加古川将棋倶楽部」に通い始めた頃はアマ5級で、アマ二段まではスムーズに上がったが、アマ三段に上がるには、規定の成績を取った後、井上に駒落ちで勝たねばならないため2年近くかかった[1]。
- 「加古川将棋倶楽部」でアマ四段に上がって、2010年3月14日、日本将棋連盟・関西研修会に入会[1][2][4]。母が「まだ早い」と反対するのを1年近く説得しての、研修会入会であった[5]。
- 2011年9月25日、6連勝で研修会C1に昇級し、女流3級の資格を得る。ただし、この時点で、女流3級から女流2級に昇級する規定『女流1級に相当する成績（マイナビ女子オープンで本戦入り）』を満たしていたため、女流2級でのプロ入りとなった[4]。女流棋士_(将棋)を参照。

### 女流プロ入り後
- 2011年10月1日付で、日本将棋連盟（関西本部）所属の女流2級（野田敬三六段門下）としてプロ入り[6]。
- 2011年10月29日、女流棋士としての初対局となる、第5期マイナビ女子オープン本戦2回戦で甲斐智美女流王位（当時）と対局。前女王でもある甲斐を相手に1局目は195手までで持将棋となる。持将棋は女流棋戦において約6年ぶりで、プロ初対局が持将棋となるのは男女通じて史上初であった。30分の休憩後に行われた指し直し局で勝利し、マイナビ女子オープンベスト4進出。これにより女流初段への昇段規定「マイナビ女子オープンベスト4」を満たし、同日付で女流初段に飛付昇段（女流2級から、女流1級を飛ばして、女流初段に昇段）。女流棋士昇格後の初対局で女流初段に昇段したのは史上初で[7][8]、また女流棋士昇格後のプロとしてのデビュー戦でタイトルホルダーを破ったのも史上初であった。
- 引き続き、第5期マイナビ女子オープン本戦で、2012年1月11日の準決勝で斎田晴子を、2月2日の挑戦者決定戦で清水市代を127手で破り、第5期マイナビ女子オープン挑戦者となると同時に、女流二段への昇段規定「タイトル挑戦」により同日付で女流二段に昇段[9]。五番勝負では、上田初美女王にストレートで敗れ、初タイトル獲得はならなかった。
- プロ入りしてから4戦目[注釈 1]でタイトル挑戦を決めて女流二段に昇段したのは最短記録であり[10]、プロ入りから4ヶ月でのタイトル挑戦は、女流棋界の草創期を除けば最速記録である[11]。
- 2011年度は上述の通り快進撃を続け、女流デビューから第39期女流名人位戦決勝（対村田智穂）で敗れるまで、6連勝を記録した。
- 2012年7月13日の第6回朝日杯将棋オープン戦では山本真也に、同9月14日の第61期王座戦では澤田真吾に、同11月14日の第44回新人王戦では当時奨励会三段の千田翔太と、男性棋戦に3回出場したが、全て敗退した。
- 2014年度、第8期マイナビ女子オープンで予選を勝ち抜き、3年ぶりの本戦出場を果たすが、3年前に番勝負を戦った上田初美と1回戦で再戦し敗退した。

## 棋風
昔は、相振り飛車が苦手だったので、相手が振り飛車なら居飛車にしていた。今は相振り飛車でも構わない。先手では中飛車、後手では四間飛車を良く指すが、後手の中飛車も勉強中。棋風は攻め将棋。受けには少々恐れがあるとのこと。

## 人物
- 目標とする女流棋士は里見香奈[1]。理由として終盤が凄く、自分では思いつかないような手が良く出てくる[1]。

- 女流棋士を志望した動機は中学1年生の時に大阪での将棋イベントに参加し[注釈 2]、4学年上の高校2年生で、その年に初タイトルの倉敷藤花を獲得した里見香奈が、何人ものファンを相手に多面指しで指導する姿を見て「（私と里見さんは）年もそう変わらないのに、格好いい」と憧れた[5]。

- ライバルは同い年で、多くのアマ大会で活躍していた北村桂香[1]。アマの大会で何度か当たり、競い合っていた[1]。団体戦でチームを組んだこともあり、普段は仲がよい[1]。

- 2011年10月1日に女流2級、10月29日に女流初段、2012年1月11日に女流二段とスピード昇段[1]。そのため「2級の色紙も5枚くらいしか書いていません。お世話になった方に差し上げました。初段は20枚くらいだと思います」と語っている[1]。

- 長谷川が入学した兵庫県立明石城西高等学校には将棋部がなく個人では大会に出場できないので、教諭が将棋同好会を作ったが、部員は長谷川のみだった[1]。

- 2019年12月22日、囲碁棋士の谷口徹四段（関西棋院所属[12]）と結婚した[13][14][15]。女流棋士としての活動名は変更なし[13][15]。

- 棋士の出口若武は同郷かつ同い年で、弟の世話などをしてもらっていたという。出口のプロ入り決定時、祝福のコメントを贈った。

## アマチュア時代の戦績
- 2007年2月18日、11歳（小学5年生）の時に、第23回関西女流アマ名人戦でCクラス（5級 - 8級）で優勝。
- 2008年7月27日、第1回女子アマ王位戦・神戸大会（7月27日）で優勝（準優勝は室谷由紀）[16]。神戸大会優勝の長谷川は、続く優勝者決定戦に出場し、準優勝[17]。
- 同年8月3日 - 4日、第29回全国中学生選抜将棋選手権大会女子の部に出場し、4位入賞[18]。
- 2009年7月19日、第2回女子アマ王位戦では神戸大会で北村桂香に敗れて準優勝[19]。優勝者決定戦に出場できず[19]。
- 同年8月12日 - 14日、第12回中学生将棋王将戦の団体戦に出場し、優勝[20]。
- 2010年8月3日 - 4日、第31回全国中学生選抜将棋選手権大会女子の部で準優勝[21]。
- 同年8月13日 - 15日、第13回中学生将棋王将戦の団体戦に、4位入賞[22]。
- 同年8月22日、第2回中学女子名人戦で優勝[23]。
- 2011年8月12日、高校生王将戦団体戦に出場し、3位入賞[24]。
- 同年、第4期マイナビ女子オープンでアマチュアとして唯一の本戦入りを果たすも[25]、本戦1回戦で上田初美女流二段に敗れる[26]。
- 2011年の第5期マイナビ女子オープンでは、主催者推薦で、女流棋士と同じ扱いで一斉予選から出場[27]。同年7月16日の一斉予選を勝ち抜き、2度目の本戦入り[28]。本戦1回戦で中澤沙耶アマに勝利[29]。

## 昇段履歴
研修会時代
- 2010年03月14日 ： 関西研修会入会（D1クラス）[4]
- 2011年09月25日 ： C1クラス昇級 = 女流3級資格獲得 [4]

女流棋士以降
- 2011年10月01日 ： 女流2級（女流3級資格／マイナビ女子オープン本戦入り〈第5期〉） = プロ入り[6]
2011年10月29日（女流1級は飛び級）
- 2011年10月29日 ： 女流初段（マイナビ女子オープン ベスト4〈第5期〉= 飛付き昇段、女流通算1勝0敗）[7][30]
- 2012年02月02日 ： 女流二段（タイトル挑戦／第5期マイナビ女子オープン、女流通算4勝0敗）[9][注釈 3]
- 2025年01月23日 ： 女流三段（勝数規定／女流二段昇段後100勝、女流通算104勝115敗）[32][33]

## 主な成績

### タイトル履歴
タイトル挑戦 1回（獲得 0期）
- 女王：第5期（2012年度）

タイトル挑戦：1回（獲得：0期）

### 年度別成績
| 年度             | 対局数 | 勝数 | 負数 | 勝率   | (出典) | 通算成績 | 通算成績 | 通算成績 | 通算成績 | 通算成績 |
| ---------------- | ------ | ---- | ---- | ------ | ------ | -------- | -------- | -------- | -------- | -------- |
| 2011年度         | 7      | 6    | 1    | 0.8571 | [ 34 ] | 対局数   | 勝数     | 負数     | 勝率     | (出典)   |
| 2012年度         | 17     | 7    | 10   | 0.4117 | [ 35 ] | 24       | 13       | 11       | 0.5417   | [ 35 ]   |
| 2013年度         | 15     | 9    | 6    | 0.6000 | [ 36 ] | 39       | 22       | 17       | 0.5641   | [ 36 ]   |
| 2014年度         | 10     | 4    | 6    | 0.4000 | [ 37 ] | 49       | 26       | 23       | 0.5306   | [ 37 ]   |
| 2015年度         | 11     | 4    | 7    | 0.3636 | [ 38 ] | 60       | 30       | 30       | 0.5000   | [ 38 ]   |
| 2016年度         | 11     | 4    | 7    | 0.3636 | [ 39 ] | 71       | 34       | 37       | 0.4788   | [ 39 ]   |
| 2017年度         | 10     | 4    | 6    | 0.4000 | [ 40 ] | 81       | 38       | 43       | 0.4691   | [ 40 ]   |
| 2018年度         | 11     | 5    | 6    | 0.4545 | [ 41 ] | 92       | 43       | 49       | 0.4673   | [ 41 ]   |
| 2019年度         | 21     | 11   | 10   | 0.5238 | [ 42 ] | 113      | 54       | 59       | 0.4778   | [ 42 ]   |
| 2020年度         | 19     | 7    | 12   | 0.3684 | [ 43 ] | 132      | 61       | 71       | 0.4621   | [ 43 ]   |
| 2011-2020 (小計) | 132    | 61   | 71   |        |        |          |          |          |          |          |
| 年度             | 対局数 | 勝数 | 負数 | 勝率   | (出典) | 対局数   | 勝数     | 負数     | 勝率     | (出典)   |
| 2021年度         | 22     | 10   | 12   | 0.4545 | [ 44 ] | 154      | 71       | 83       | 0.4610   | [ 45 ]   |
| 2022年度         | 23     | 11   | 12   | 0.4782 | [ 46 ] | 177      | 82       | 95       | 0.4632   | [ 47 ]   |
| 2023年度         | 25     | 15   | 10   | 0.6000 | [ 48 ] | 202      | 97       | 105      | 0.4801   | [ 49 ]   |
| 2024年度         | 19     | 8    | 11   | 0.4210 | [ 50 ] | 221      | 105      | 116      | 0.4751   | [ 51 ]   |
| 2021-2024 (小計) | 89     | 44   | 45   |        |        |          |          |          |          |          |
| 通算             | 221    | 105  | 116  | 0.4751 | [ 51 ] |          |          |          |          |          |
| 2024年度まで     |        |      |      |        |        |          |          |          |          |          |

| 年度         | 対局数 | 勝数 | 負数 | 勝率   | (出典)        | 通算成績 | 通算成績 | 通算成績 | 通算成績 | 通算成績 |
| ------------ | ------ | ---- | ---- | ------ | ------------- | -------- | -------- | -------- | -------- | -------- |
| 2012年度     | 3      | 0    | 3    | 0.0000 | [ 35 ] [ 52 ] | 対局数   | 勝数     | 負数     | 勝率     | (出典)   |
| 2013-2024    | 0      | 0    | 0    | ---    |               | 3        | 0        | 3        | 0.0000   | [ 35 ]   |
| 通算         | 3      | 0    | 3    | 0.0000 | [ 51 ]        |          |          |          |          |          |
| 2024年度まで |        |      |      |        |               |          |          |          |          |          |

## 出演

### ウェブテレビ
- 叡王戦記念特番 東西対抗 詰将棋カラオケ（2019年3月30日、ニコニコ生放送）[53] - 西チーム